# プロプラノロール
プロプラノロール（英: propranolol）は、β1受容体とβ2受容体を遮断する、アドレナリン作動性効果遮断薬の1つである。経口投与ではほぼ全量が吸収されるものの、肝臓で大部分が分解される初回通過効果の大きな薬剤である。体内分布性がよく、脳脊髄にも分布する。プロプラノロールはキニジン様作用も有する。不整脈、高血圧、心筋梗塞、緑内障、片頭痛、乳幼児の血管腫の治療に使用される。ただし、喘息を悪化させるため、喘息患者への使用はできない。また、その他の副作用として、頭痛、倦怠、めまい、徐脈などが発生することが挙げられる。分子内の1つのキラル中心が存在するため1対の鏡像異性体を持つものの、分離は行われずに、ラセミ体のままで医薬品として用いられている。日本での代表的な商品名は「インデラル」（成人向け、アストラ・ゼネカ販売）、「ヘマンジオル」（乳幼児向け、マルホ販売）。

## 効能・効果
- 本態性高血圧症
- 狭心症
- 頻拍を伴う不整脈・心房細動
- 片頭痛発作の発症抑制（2013年2月28日承認）

日本の慢性頭痛治療ガイドラインで推奨グレードA（強く行うように勧められる）とされている。
- 褐色細胞腫に対する抗カテコールアミン作用
- 乳幼児の苺状血管腫

## 研究報告
L. H. Lindström、E. Perssonらはプロプラノロールを慢性統合失調症患者12名に投与し、二重盲検交叉比較試験によってその効果を検討した。
その結果、6症例でプロプラノロールにより精神症状が改善し、3例は悪化、他3例には変化が見られなかった。
カナダのマギル大学の研究者たちの報告によると、トラウマ的な出来事を思い出した直後にプロプラノロールを投与すると記憶の辛さが緩和されるという研究報告がなされている。
乳児の増殖性血管腫（苺状血管腫）にプロプラノロールを3mg/kg/日 投与すると、5週経過時点で88%の患児で改善が見られた。一方の偽薬では5%であった。24週後に最終的に治療成功と見做されたのはプ群60% vs.偽群4%で、高度に有意差が付いた。2015年9月に同試験を根拠として日本で承認申請が提出。2016年7月に製造承認がなされた。